# Lanthanhydroxid
Lanthanhydroxid ist das Hydroxid des Seltenerdmetalls Lanthan.

## Darstellung
Lanthanhydroxid kann durch Zugabe von Alkalien, wie z. B. Ammoniak, zu wässrigen Lösungen von Lanthansalzen, wie beispielsweise Lanthannitrat, hergestellt werden. Dabei entsteht ein gelartiges Präzipitat, das in Luft getrocknet werden kann.
{\displaystyle \mathrm {La(NO_{3})_{3}\ +\ 3\ NH_{4}OH\ \longrightarrow \ La(OH)_{3}\ +\ 3\ NH_{4}NO_{3}} }
Ebenfalls möglich ist die Herstellung aus Lanthanoxid durch dessen Zugabe zu Wasser.
{\displaystyle \mathrm {La_{2}O_{3}\ +\ 3\ H_{2}O\ \longrightarrow \ 2\ La(OH)_{3}} }

## Eigenschaften
Lanthanhydroxid reagiert kaum mit Alkalien, löst sich aber leicht in Säuren auf. Bei Temperaturen über 330 °C zerfällt es unter Wasserabgabe zu Lanthanhydroxidoxid LaOOH, um bei noch höheren Temperaturen zu Lanthanoxid zu zerfallen.
{\displaystyle \mathrm {La(OH)_{3}\ {\xrightarrow[{-H_{2}O}]{330^{o}C}}\ LaOOH} }
{\displaystyle \mathrm {2\ LaOOH\ {\xrightarrow[{-H_{2}O}]{\Delta }}\ La_{2}O_{3}} }
Lanthanhydroxid kristallisiert hexagonal, Raumgruppe P63/m (Raumgruppen-Nr. 176) mit den Gitterparametern a = 6,547 Å und c = 3,854 Å. In der Kristallstruktur ist jedes Lanthanion von neun Hydroxidionen in Gestalt eines dreifach überkappten trigonalen Prismas umgeben.